# Sky Ferreira
Sky Ferreira (Los Angeles, 1992. július 8. −) amerikai énekesnő, dalszerző, modell és színésznő .

## Életrajz

### Ifjúság
Gyermekkorában Sky Ferreira gospel zenét énekelt szülővárosa, Los Angeles templomaiban. Családja portugál, brazil és indián felmenőkkel rendelkezik. Tizenhárom éves korában énekórákra kezdett járni, hogy finomítsa hangját. Tizenötödik születésnapja előtt felkeltette a svéd producerek, a Bloodshy &amp; Avant figyelmét, amikor üzenetet küldött nekik a Myspace közösségi oldalon. Lenyűgözve őt, úgy döntöttek, hogy együttműködnek vele.

### Karrier
Miután szerződést kötött a Parlophone kiadóval, szerepelt Uffie  Pop the Glock című dalának videoklipjében, valamint a Matthew Porterfield rendezte Putty Hill című filmben. 2010-ben a Jalouse magazin címlapján pózolt, miután korábban a Dazed &amp; Confused és az Interview című számokban szerepelt. Ezután kezdte el írni az első albumán szereplő számokat.
Első kislemezei, a One és az Obsession  megjelenését követően egy sajtóközleményben jelentették be az album megjelenését. Mivel az album megjelenése végül késett, a Capitol Records márciusban kiadta a "Sex Rules" című kislemezt és az "As If! " című EP-t . Ferreira szerepelt a Calvin Klein CK One parfümjének reklámkampányában, valamint a Vs magazin tavaszi/nyári számának címlapján.
Beaoût 2014, posztolt magáról egy fotót az Instagramra a Don’t shoot szlogennel, hogy kifejezze támogatását a Michael Brown-ügyet követő tüntetések iránt, ahol egy fiatal afroamerikai férfit egy fehér rendőr ölt meg Fergusonban (Missouri). 

## Diszkográfia

### Album
- 2013: Night Time, My Time

### EP-k
- 2011: As If!
- 2012: Ghost
- 2013: Night Time, My Time: B-Sides, Part 1

### Kislemezek
- 2010: One
- 2010: 17
- 2010: Obsession
- 2011: Sex Rules
- 2012: Red Lips
- 2012: Everything Is Embarrassing
- 2012: Sad Dream
- 2013: Lost in My Bedroom
- 2013: You’re Not the One
- 2014: I Blame Myself
- 2019: Downhill Lullaby
- 2019: Cross You Out (Charli XCX feat. Sky Ferreira)
- 2022: Don’t Forget

## Filmográfia

### Mozi
- 2011 Putty Hill, írta Matthew Porterfield Jenny
- 2013 Személyes életben Angyal
- 2013 C. kisasszony, írta Fabien Constant : saját maga
- 2013 Eli Roth : A zöld pokol Kaycee
- 2016 Elvis és Nixon, Liza Johnson Sarolta
- 2017 Edgar Wright : Bébihajtó : A baba anyja
- 2018 : Lords Of Chaos, Jonas Åkerlund Ann-Marit
- 2018 Amerikai nő, írta Jake Scott Bridget Callahan
- 2023 Hüllő, Grant Singer Renée

### Televízió
- 2017 Twin Peaks, írta David Lynch Ella ( 3. évad )
- 2020 Az Alkonyzóna<span typeof="mw:DisplaySpace" id="mw-Q">&nbsp;</span>A negyedik dimenzió

## Fordítás
Ez a szócikk részben vagy egészben  a   Sky Ferreira című francia Wikipédia-szócikk fordításán alapul.  Az eredeti cikk szerkesztőit annak laptörténete sorolja fel. Ez a jelzés csupán a megfogalmazás eredetét és a szerzői jogokat jelzi, nem szolgál a cikkben szereplő információk forrásmegjelöléseként.